# Polisportiva Rosetana Calcio 2004-2005
Questa pagina raccoglie le informazioni riguardanti la Polisportiva Rosetana Calcio nelle competizioni ufficiali della stagione 2004-2005.

## Rosa
| N. |                   | Ruolo | Calciatore            |  |
| -- | ----------------- | ----- | --------------------- |  |
|    | Italia (bandiera) | P     | Danilo Bacchi         |  |
|    | Italia (bandiera) | C     | Raffaele Battisti     |  |
|    | Italia (bandiera) | A     | Girolamo Bizzarri     |  |
|    | Italia (bandiera) | A     | Carlo Maria Caligiuri |  |
|    | Italia (bandiera) | C     | Ernestino Cicchella   |  |
|    | Italia (bandiera) | D     | Roberto Cocca         |  |
|    | Italia (bandiera) | A     | Cristiano Colella     |  |
|    | Italia (bandiera) | A     | Mariano Cordaro       |  |
|    | Italia (bandiera) | A     | Pierluigi Damiano     |  |
|    | Italia (bandiera) | C     | Antonio De Leonardis  |  |
|    | Italia (bandiera) | D     | Alessio Del Tongo     |  |
|    | Italia (bandiera) | A     | Domenico Falco        |  |
|    | Italia (bandiera) | C     | Marco Fuoco           |  |
|    | Italia (bandiera) | D     | Luca Giacomi          |  |
|    | Italia (bandiera) | C     | Nicola Iannotti       |  |

| N. |                     | Ruolo | Calciatore           |
| -- | ------------------- | ----- | -------------------- |
|    | Germania (bandiera) | C     | Antonino La Cava     |
|    | Italia (bandiera)   | D     | Mirko Mancini        |
|    | Italia (bandiera)   | D     | Gianluca Marinelli   |
|    | Italia (bandiera)   | C     | Alessandro Marzio    |
|    | Italia (bandiera)   | D     | Alex Melchiorre      |
|    | Italia (bandiera)   | A     | Simone Miani         |
|    | Italia (bandiera)   | D     | Tiziano Mucciante    |
|    | Italia (bandiera)   | D     | Emilio Pellegrino    |
|    | Italia (bandiera)   | C     | Giuseppe Sampino     |
|    | Italia (bandiera)   | P     | Alessio Scarabattola |
|    | Italia (bandiera)   | D     | Alberto Schettino    |
|    | Italia (bandiera)   | A     | Andrea Tacconelli    |
|    | Italia (bandiera)   | A     | Andrea Valente       |
|    | Italia (bandiera)   | P     | Gianluca Vivan       |